# Ion (diálogo)

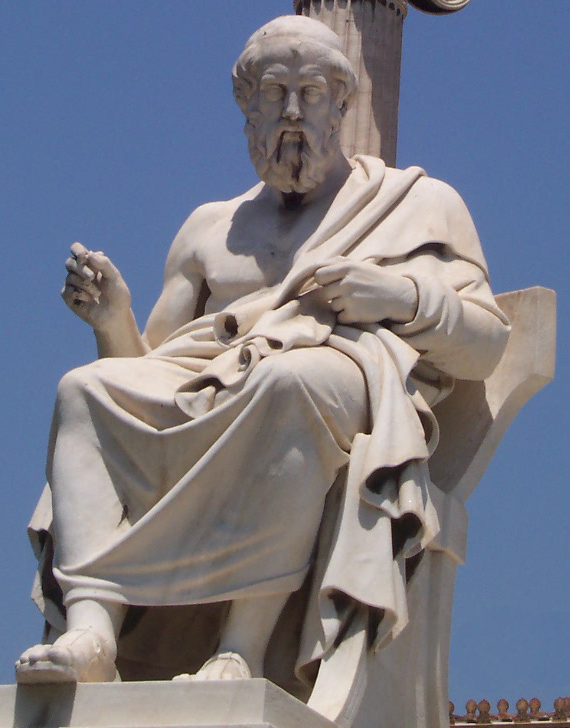
No dejes crecer la hierba en el camino de la amistad–
Discípulo de Sócrates y maestro de Aristóteles.
Aportaciones: Filosofía platónica. Metafísica, Ética, Política, Epistemología, Retórica, Arte, Amor...
Reconocimientos: Considerado como la figura más importante en el desarrollo de la filosofía occidental
Alumno de: Sócrates, Teodoro de Cirene y Hermógenes
Obra destacada: Diálogos de Platón
Movimiento: Platonismo
Apodo: Plato
Nombre: Pronunciación griega
Padres: Aristón de Atenas y Perictione

Ion o Sobre la Ilíada (Ίων ἢ Περὶ Ἰλιάδος· πειραστικός.), llamado también De la poesía, es un diálogo de Platón, perteneciente a la serie llamada Primeros diálogos, escritos en la época en que el autor era aún joven. La fecha exacta permanece, sin embargo, incierta. Según algunos detalles presentes en el texto, especialmente acerca de la dominación de los atenienses sobre Éfeso o del nombre de algunos generales extranjeros reclutados por Atenas, el diálogo parece desarrollarse hacia el 401 a. C.

## Personajes
- Sócrates
- Ion: Es un rapsoda, es decir, un artista que va de ciudad en ciudad recitando poemas épicos a la población. Es originario de la ciudad de Éfeso, que en ese entonces se encontraba bajo dominación ateniense. Ion acaba de ganar el premio de la recitación en los juegos de Epidauro por su excelente conocimiento de Homero y extrae de ello una vanidad inconmensurable, que Sócrates va a demoler progresivamente. Este personaje, fuera de su aparición en el diálogo de Platón que lleva su nombre, nos es totalmente desconocido: puede haber realmente existido, o bien puede haber nacido de la imaginación de Platón con el fin de caricaturizar al conjunto de los rapsodas.

## El diálogo: definir el arte del poeta y del rapsoda
Ion trata sobre la poesía y se interroga más específicamente sobre la naturaleza de la fuente de donde los poetas sacan su talento. ¿Es la poesía un arte o es solo una cuestión de inspiración? 

### Escena introductoria
El rapsoda Ion de Éfeso viene de la ciudad de Epidauro, donde acaba de ganar el premio de la recitación en ocasión de las fiestas de Asclepio, gracias a su dominio sin paralelo de la Ilíada y de la Odisea. Se cruza con Sócrates y, orgulloso, le informa de su éxito. Con su habitual ironía, Sócrates admite envidiar el destino de los rapsodas, que dedican su vida entera a recitar y comentar las obras maestras de los más grandes pintores

### Quien se haya vuelto autoridad en un arte por completo, puede juzgar todas las partes de ese arte
Sócrates reconoce que la extensión de los conocimientos de Ion sobre Homero es, sin duda, admirable. Pero, ¿conoce él tan bien a otros poetas, como por ejemplo Hesíodo o Arquíloco? Ion reconoce tener lagunas respecto de ellos, puesto que los otros poetas no le interesan y que no ha estudiado jamás otra cosa que no sean las epopeyas de Homero. Sócrates lo hace entonces percatarse de que los tres poetas hablan, sin embargo, de cosas notablemente parecidas, tales como la guerra, las relaciones mutuas de los hombres o las relaciones que los dioses tienen entre sí. ¿Por qué, entonces, no podría Ion ser competente para comentar a Hesíodo y a Arquíloco tan bien como a Homero? Después de todo, el matemático puede, por ejemplo, distinguir sin dificultad entre el que habla correctamente de los números y el que habla incorrectamente. El médico, igualmente, puede diferenciar entre las opiniones verdaderas y las falsas sobre los alimentos convenientes a la salud. Y, por fin, un escultor es susceptible de apreciar y juzgar cualquier escultura, sin importar el autor. En suma, resume Sócrates, quien se haya vuelto autoridad en un arte por completo puede juzgar todas las partes de ese arte y precisar las cualidades y los defectos de cualquier artista. 

### La poesía no es un efecto del arte sino de la inspiración divina
¿Por qué razón Ion no es capaz de juzgar el valor de cualquier poeta? La respuesta, para Sócrates, se impone por sí misma: es, dice, porque el poeta y el rapsoda, al igual que los profetas, no extraen su talento de un arte o de una ciencia, sino de una inspiración que les es comunicada por los dioses. Los poetas y los rapsodas desempeñan el rol de intérpretes entre los dioses y la población, lo que tiene el efecto de crear una verdadera “cadena de inspirados”: los dioses y las musas, primero, insuflan la inspiración en el espíritu de los poetas, que escriben sus versos bajo la influencia de esta fuerza sobrenatural. Los rapsodas, luego, van de ciudad en ciudad recitando poemas y, poseídos por la misma inspiración divina, comunican una parte de su fervor a la población. La inspiración poética es, por consiguiente, parecida al imán, que puede atraer un anillo de hierro, que es a su vez imantado y puede atraer un nuevo anillo. Es esta la razón por la cual los poetas se dedican generalmente a un solo género (ditirambos, panegíricos, epopeyas, etc.), porque ellos no pueden tener éxito más que en el único dominio al que las musas los han empujado. ¿No ha escrito, por ejemplo, el gran Tinicos de Calcis, solo un poema digno de memoria a lo largo de su vida, pero uno de los más bellos que existen? Ion, por su parte, ha sido orientado por su musa hacia el conocimiento de Homero, y he ahí por qué no tiene ni la necesidad ni el impulso de estudiar otra cosa.

### Ion intenta defenderse

#### Según Ion, solo la recitación sería resultado de la inspiración divina, no la interpretación
Ion, si bien admirado por las ideas desarrolladas por Sócrates, no se confiesa más que convencido a medias por lo que acaba de escuchar. Reconoce de buena gana que la parte de su oficio que consiste en recitar poemas podría ser el resultado de una inspiración divina, porque siente con una extraordinaria intensidad todas las cosas que cuenta, llegando a reír o a llorar según el pasaje que recite. 
En lo que concierne a su segunda misión, que es la de interpretar los poemas y la de hacer el elogio de Homero, afirma que se trata de un verdadero arte que requiere un largo aprendizaje, como cualquier otra ciencia.

#### Según Sócrates, el rapsoda no es jamás el más sabio para juzgar y comentar un texto
Sócrates quiere inmediatamente probarle lo contrario. En el pasaje de la Ilíada en el que Néstor recomienda a su hijo Antíloco que tenga cuidado durante la carrera de caballos organizada en honor de Patroclo (Ilíada, XXIII, 335), ¿quién, el rapsoda o el cochero, es el más apto para juzgar acerca de los propósitos de Homero? Es, reconoce Ion, evidentemente, el cochero. Del mismo modo, cuando Hecamede, la concubina de Néstor, ofrece una poción para calmar la herida de Macaón (Ilíada, XI, 630) corresponde al médico y no al rapsoda juzgar si Homero domina bien el tema. No hay, así, un solo pasaje donde el cochero, el médico, el carpintero o el adivino no sean más competentes que el rapsoda para decidir si Homero dice o no la verdad. Si, a pesar de la ignorancia de todas estas ciencias, Ion alcanza sin embargo a comentar a este gran poeta con tanto talento, es pues forzosamente porque extrae su inspiración de los dioses.

### La última objeción de Ion: el rapsoda y el general comparten el mismo arte
Confundido por la dialéctica de Sócrates, Ion intenta plantear una última objeción. El rapsoda no es tal vez el mejor ubicado para juzgar todos esos pasajes, pero sabrá apreciar “el lenguaje que conviene tanto a un hombre como a una mujer, al esclavo como al hombre libre, al subalterno como al jefe”.
Pero, continúa el despiadado Sócrates, ¿quién, entre el rapsoda y el piloto, es el más competente para comandar a los marinos? El capitán. Y, ¿quién, el rapsoda o el general, puede hablarle mejor a los soldados? El rapsoda, responde Ion, en ese dominio, es tan competente como el general. Interrogado por Sócrates, es en seguida conducido a concluir que el arte del rapsoda y el arte de la guerra son un solo y mismo arte, y que, siendo él el mejor rapsoda de Grecia, es también el mejor general.
¿Por qué, entonces, pregunta Sócrates con una seriedad perfecta, los atenienses no han ido hace tiempo a buscar a Ion para ponerlo a la cabeza del ejército? Es, explica el pobre Ion, porque, siendo originario de la ciudad de Éfeso, dominada por los atenienses, difícilmente lo nombrarían general. Pero, responde Sócrates, ¿no conoce acaso Ion a Apolodoro de Cícico, a quien los atenienses han escogido por general pese a ser extranjero?
Ya exhausto Ion, Sócrates le plantea un dilema: o bien Ion es injusto, porque conociendo tan bien a Homero y habiéndole prometido demostrárselo, no cumple su promesa; o bien es un hombre divino, que no le debe su elogio de Homero al arte sino a la inspiración. Al elegir Ion la segunda opción, Sócrates le concede irónicamente el título de hombre divino, y el diálogo finaliza.

## Contenido filosófico
La cuestión abordada en Ion no es sino uno de los aspectos de la idea general que Platón se hace de todas las disciplinas diferentes a la filosofía. Solo esta última se revela capaz de alcanzar la ciencia última, la del bien y el mal, contrariamente a la poesía o a la retórica.
Como en muchos de los otros diálogos de juventud, Platón se ocupa más del placer de contradecir y ridiculizar las opiniones de sus adversarios que de ofrecer alternativas convincentes. La aserción según la cual la poesía es únicamente fuente de inspiración, y no de arte o ciencia, es despreciativa respecto del trabajo del poeta y está rápidamente establecida.
La autenticidad de Ion ha sido largamente puesta en duda en el siglo XIX, especialmente a causa de la contradicción que aparece con Fedro, donde Sócrates hace un magnífico elogio de los poetas. Goethe, en particular, rechaza la tosquedad de los rasgos de los personajes: Ion, por un lado, de una necedad inefable y, por el otro, un Sócrates de una malevolencia poco habitual.
Este diálogo conserva, sin embargo, un lugar de preferencia en la biblioteca platónica, tanto por la célebre metáfora del imán como por la vivacidad del estilo.